# Guðríðr Þorbjarnardóttir
Guðríðr vidforla Þorbjarnardóttir (Gudhridhur Thorbjarnardóttir, apodada viajera lejana, n. 974) fue una doncella de Laugarbrekka, Snæfellsnes en Islandia. Era hija del vikingo Þorbjörn Vífilsson. Es un personaje de las sagas de Vinlandia y conocida por ser presuntamente la madre del primer escandinavo y en consecuencia europeo en América.
Emigró desde Islandia a Groenlandia con sus padres. En Herjolfsness una völva, Þórbjörg lítilvölva, le profetiza su futuro. Por entonces estaba casada con Þorir el Noruego y sufrieron un naufragio, donde fueron rescatados por Leif Eriksson y posteriormente Þorir fallece por una enfermedad. Más tarde se casaría con el hermano de Leif, Thorsteinn Eriksson, con quien viaja por primera vez a Vinland donde Thorstein enferma en Lysufjord y muere. A su regreso a Brattahlíð acepta la propuesta de matrimonio de Thorfinn Karlsefni y vuelve a participar en otra expedición a Vinland con su marido. Allí permanecen tres años y nace Snorri Thorfinnsson.
Regresan a Islandia donde nacen dos hijos más, Þorbjörn Þorfinnsson (n. 1010), y Björn Þorfinnsson (n. 1024).
Al final de sus días peregrinó a Roma y a su regreso se convirtió en una de las primeras monjas de clausura en Glaumbær, Skagafjörður.